# Czesław Rzepiński

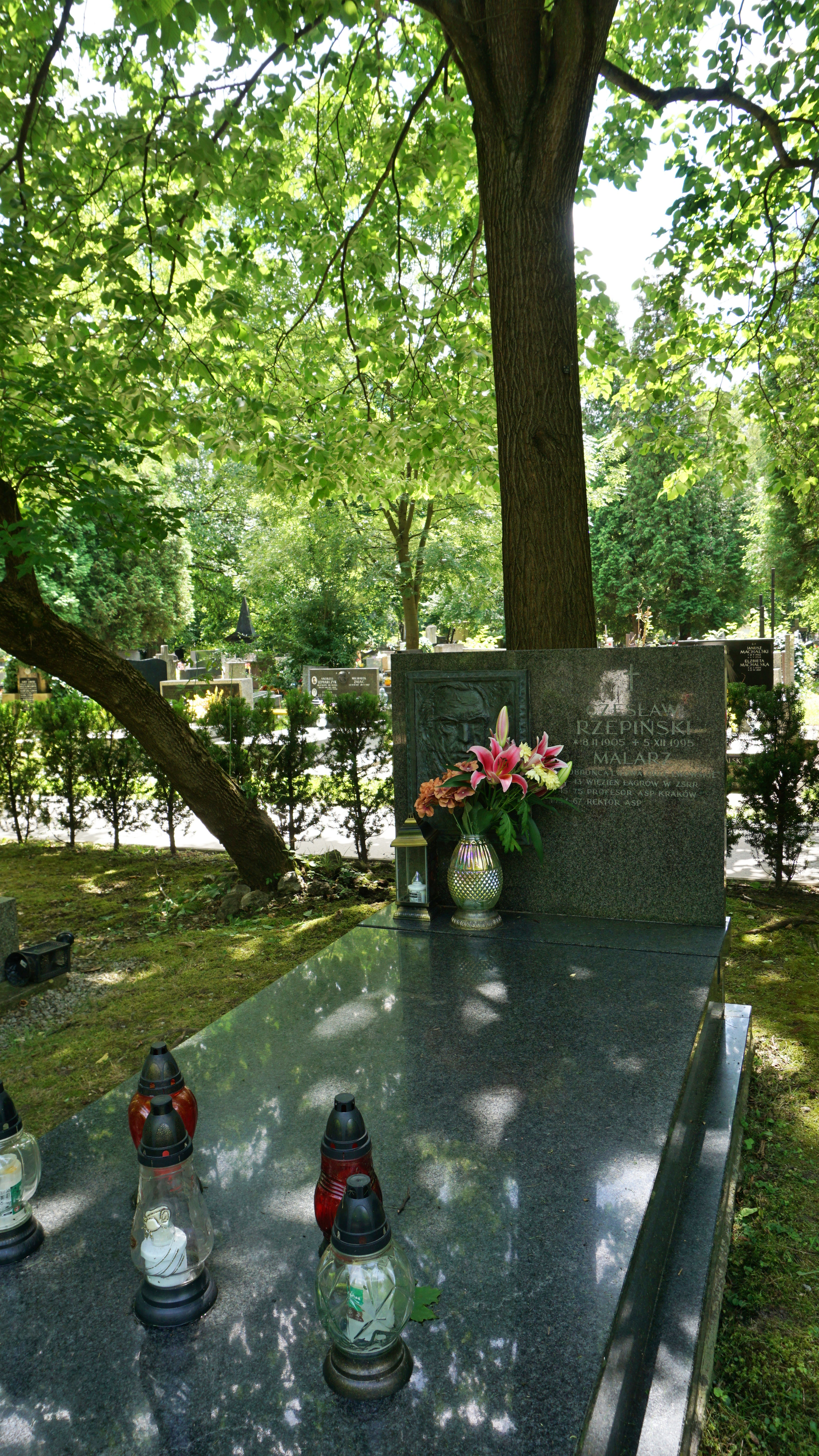
Grób Czesława Rzepińskiego

Czesław Rzepiński (ur. 8 lutego 1905 w Strusowie, zm. 6 grudnia 1995 w Krakowie) – polski malarz, pedagog, przedstawiciel polskiego koloryzmu.

## Życiorys
W latach 1926–1929 studiował na Akademii Sztuk Pięknych w Krakowie pod kierunkiem Władysława Jarockiego, Wojciecha Weissa i Felicjana Kowarskiego. Od 1929 kontynuował naukę w Paryżu wśród kapistów pod opieką Józefa Pankiewicza. Bliski kolorystom i później, przyłączył się do krakowskiego ugrupowania Zwornik. W 1937 wraz z Józefem Jaremą założył Szkołę Malarską im. Aleksandra Gierymskiego w Katowicach. Mianowany w 1948 profesorem krakowskiej Akademii Sztuk Pięknych, czterokrotnie pełnił funkcję rektora tej uczelni (1954–1967).
Został pochowany w Alei Zasłużonych krakowskiego cmentarza Rakowickiego (kwatera LXIX pas A-II-6).

## Twórczość
Malował pejzaże, martwe natury, portrety i kompozycje figuralne. Wystawiał w Paryżu na Salonie Jesiennym, miał kilkadziesiąt wystaw indywidualnych w kraju i za granicą. Poza malarstwem sztalugowym, które stanowi przeważną część jego twórczości, zajmował się także rysunkiem, grafiką oraz malarstwem ściennym. Ukształtowany pod wpływem malarstwa Bonnarda i związany z nurtem polskiego koloryzmu, posługiwał się jasną paletą barw, w kompozycjach szczególne efekty uzyskiwał poprzez umiejętne łączenie barw zimnych z ciepłymi.
Jego artystyczna kariera pełniej rozwinęła się dopiero po wojnie, kiedy nadal malując kolorem, stosował manierę łączenia konkretnych obiektów z prawie abstrakcyjną przestrzenią. W późnych latach 40. inspirował się twórczością Henriego Matisse’a i Georges’a Braque’a. Później, w stylistyce kolorystycznej, próbował malować obrazy socrealistyczne. W 1953 wykonał polichromie dwóch kamienic na Gdańskiej starówce.
Obrazy Czesława Rzepińskiego są w ofertach domów aukcyjnych. Najwyższą od 2007 cenę 15.000 złotych uzyskano ze sprzedaży w 2020 w warszawskim Domu Aukcyjnym Ostoya obrazu Krakowskie planty z 1946 (stan na grudzień 2021).

## Prace
(wg źródeł)

- Zuzanna i starcy (1936; inna wersja 1943)
- Portret dziewczyny (1938)
- Portret Tadeusza Kwiatkowskiego (1943)
- Krakowskie planty (1946)
- Martwa natura w altanie (ok. 1950)
- Obraz czarno-popielaty (1955)
- Czerwone atelier (1958)
- Martwa natura z brązowym dzbanem (1958)
- Pejzaż z czerwonym niebem (1959)
- Dwie postacie przed sztalugą (1959)
- Na plaży (ok. 1960)
- Kobieta w różowej sukni (1960)
- Na balkonie (ok. 1960)
- Osypisko (1960)
- Parów (1960)
- Portret studenta ASP (1969)
- Chiński wazon (1974)
- Różne róże (1976)
- Dzbanuszek (1978)